# Mesjid Reubee
Mesjid Reubee is een bestuurslaag in het regentschap Pidie van de provincie Atjeh, Indonesië. Mesjid Reubee telt 704 inwoners (volkstelling 2010).